# Château d'En-Bas (Broc)
Pour les articles homonymes, voir château d'En-Bas.
Le château d'En-Bas est un château situé dans la commune de Broc, laquelle fait partie du district de la Gruyère dans le canton de Fribourg en Suisse.

## Situation
L'édifice est situé à l'ouest de Broc, sur la rive est de la Sarine à côté d'un pont historique. Cet emplacement permet le contrôle de la route de Bulle, ville dont le château est en possession de l'évêché de Lausanne.

## Histoire
Le château est construit au XIIe siècle. Il est alors la résidence de la famille de Broc, qui s'éteint en 1340. Dès lors, le château passe à la famille de Montsalvens.
En 1555, la châtellenie est incorporée au canton de Fribourg. En février 1557, le château est adjugé à Frantz Ruffieux. De 1568 à 1573, il est la propriété de Charles Fruyo, bailli de Gruyères. En 1580, le pont de pierre en dos d'âne est construit en remplacement d'un ancien pont. À la fin du XVIe siècle, le château appartient à la famille de Gottrau.
En 1641, l'avoyer François-Prosper Gottrau hérite du château. Son frère François-Charles entreprend la construction d'un château dit « d'En-Haut », d'où le nom actuel du premier château.
En 1835, Catherine de Fégely, née de Gottrau de Pensier, vend le château à Jean-Joseph Andrey. Celui-ci transforme après 1840 la toiture à deux pans en une toiture à quatre pans.
Dans la deuxième moitié du XXe siècle, le château est acquis par un industriel italien, le marquis Magliocco de Brugneto, chevalier de l'Ordre des Saints-Maurice-et-Lazare, qui entreprend sa restauration et donne au château sa tourelle actuelle. Le château se présente comme une maison forte cubique, d'une hauteur d'environ 12 mètres pour un plan de 13 mètres sur 14 mètres.
L'inventaire suisse des biens culturels d'importance nationale et régionale classe le site en tant qu'objet B - bien culturel d'importance régionale - avec le numéro KGS 12 370.